# Nudaurelia bouvieri
Nudaurelia bouvieri is een vlinder uit de familie nachtpauwogen (Saturniidae), onderfamilie Saturniinae.
De wetenschappelijke naam van de soort is, als Imbrasia bouvieri, voor het eerst geldig gepubliceerd door Eugène Le Moult in 1933.